# Sarafand

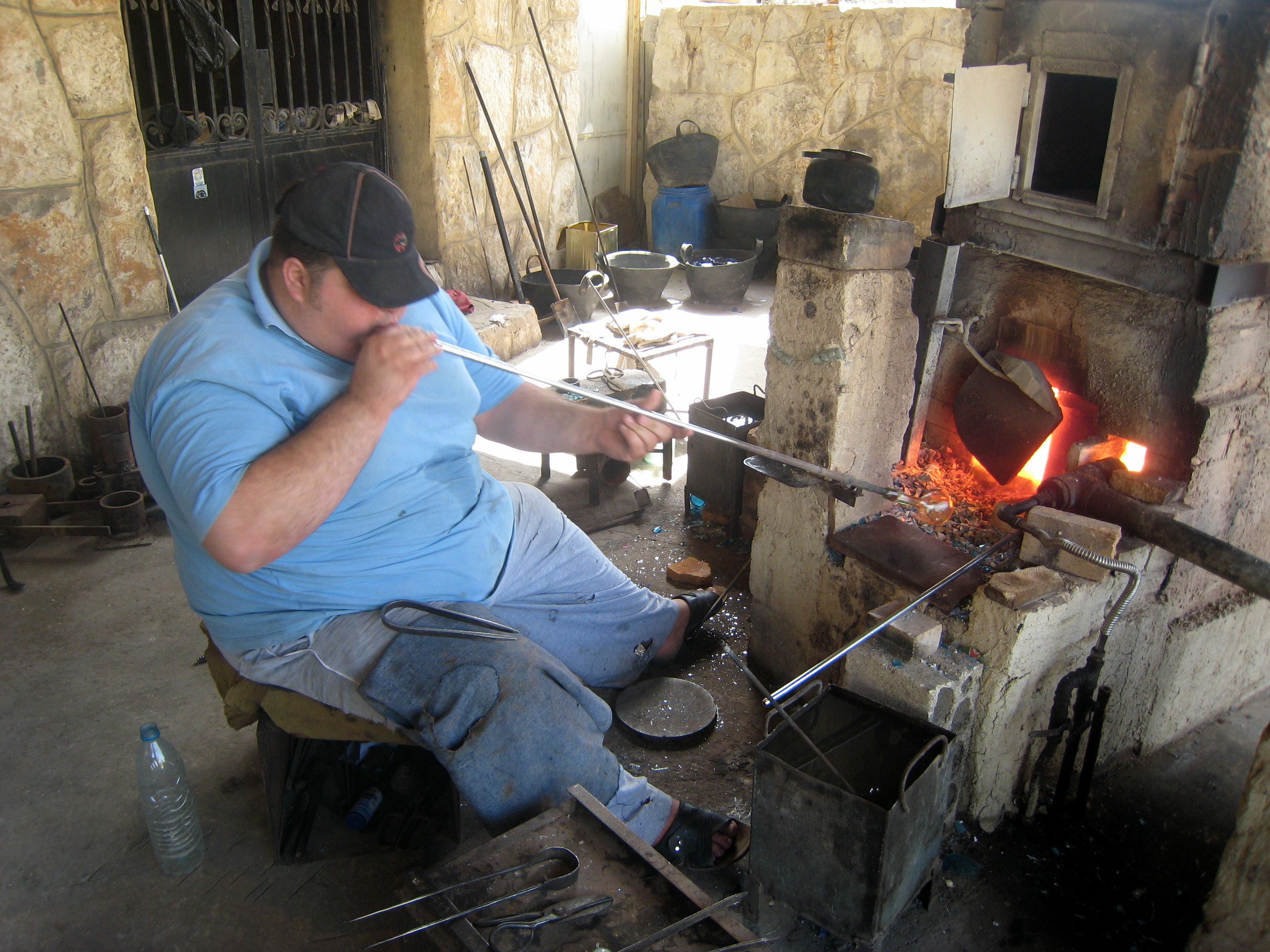
Soplando vidrio en Sarafand.

Sarafand (en árabe الصرفند) es una localidad del Líbano en el distrito de Sidón, en la gobernación del Sur o Líbano-Sur. 
Se encuentra a una distancia aproximada de 60 kilómetros al sur de Beirut, estando su núcleo a 1,5 km aproximadamente de las orillas del mar Mediterráneo. Sarafand fue principalmente un centro de producción de cerámica y hoy es conocida por su actividad artesana de soplado de vidrio.
Al norte de Sarafand se encuentra el yacimiento  de la antigua ciudad fortificada fenicia de Sarepta, que ya fue mencionada en la Biblia y en textos asirios y egipcios como una ciudad de Sidón. 